# Dsjanis Blisnez
Dsjanis Blisnez (* 12. März 1995) ist ein belarussischer Leichtathlet, der sich auf den Sprint spezialisiert hat.

## Sportliche Laufbahn
Erste internationale Erfahrungen sammelte Dsjanis Blisnez im Jahr 2021, als er bei den Halleneuropameisterschaften in Toruń im 60-Meter-Lauf mit 6,88 s in der ersten Runde ausschied. Anfang Mai verpasste er bei den World Athletics Relays im polnischen Chorzów mit 40,01 s den Finaleinzug mit der belarussischen 4-mal-100-Meter-Staffel.
2017 wurde Blisnez belarussischer Meister im 100-Meter-Lauf sowie 2020 in der 4-mal-100-Meter-Staffel.

## Persönliche Bestleistungen
- 100 Meter: 10,62 s (+1,3 m/s), 18. Juli 2019 in Brest
  - 60 Meter (Halle): 6,75 s, 12. Februar 2021 in Mahiljou
- 200 Meter: 22,55 s (−0,3 m/s), 17. Mai 2014 in Brest
  - 200 Meter (Halle): 22,31 s, 26. Januar 2018 in Mahiljou